# Gus Hansen
Gustav „Gus“ Hansen (* 13. Februar 1974 nahe Kopenhagen als Gustav Jacobsen) ist ein professioneller dänischer Pokerspieler.
Hansen hat sich mit Poker bei Live-Turnieren mehr als 10 Millionen US-Dollar erspielt und ist damit der dritterfolgreichste dänische Pokerspieler. Er gewann vier Main Events der World Poker Tour, 2007 das Main Event der Aussie Millions Poker Championship sowie im September 2010 ein Bracelet bei der World Series of Poker. 2019 wurde er als einer der 50 besten Spieler der Pokergeschichte genannt.

## Persönliches
Bevor er 1997 zum professionellen Pokerspieler wurde, spielte Hansen erfolgreich Backgammon und Tennis. Im Jahr 2000 zog er nach New York City, um als professioneller Backgammonspieler Geld zu verdienen. Dort erkannte er jedoch, dass ihm Poker mehr liegt. Hansen lebt in Monte-Carlo.
Das People Magazine ernannte ihn 2004 zum Sexiest Poker Player.

## Pokerkarriere

### Werdegang
Hansen begann zu Pokern, als er 1993 als Austauschschüler die Universität von Santa Cruz in Kalifornien besuchte. Er ist für seine betont aggressive Spielweise und seine hohe Wettfrequenz bekannt.
Hansen ist einer von sechs Spielern, die mindestens drei offene Main Events der World Poker Tour (WPT) gewinnen konnten, er gewann diese in den Jahren 2002, 2003 und 2004. Zudem gewann er im April 2003 das erste WPT Bad Boys of Poker. 2004 wurde er in die Walk of Fame der WPT aufgenommen. Hansen war im Mai 2004 erstmals bei der World Series of Poker (WSOP) in Las Vegas erfolgreich und erreichte beim Main Event die Preisgeldränge. Er gewann im Februar 2005 die erste Ausgabe der mit einer Million US-Dollar dotierten Poker Superstars und setzte sich dabei gegen einige der bekanntesten Pokerspieler der Welt durch. Mitte September 2005 saß er beim Main Event der European Poker Tour (EPT) in Barcelona am Finaltisch und belegte den mit knapp 80.000 Euro dotierten fünften Platz. Im September 2006 gewann Hansen die London All Star Challenge und erhielt dafür ein Preisgeld von mehr als 50.000 britischen Pfund. 2006 war Hansen zudem Mitglied und Kapitän beim siegreichen dänischen Team beim PartyPoker.com Football & Poker Legends Cup. Seine Mitspieler waren Theo Jørgensen und Kim Christofte. Beim WPT-Main-Event im Hotel Bellagio am Las Vegas Strip verfehlte Hansen im April 2008 seinen vierten WPT-Titel, erlangte jedoch den zweiten Platz und erhielt das bisher höchste Preisgeld seiner Pokerkarriere von mehr als 1,7 Millionen US-Dollar. Im Heads-Up unterlag er David Chiu. Beim WSOP-Main-Event der WSOP 2007 wurde Hansen 61. und erhielt dafür mehr als 150.000 US-Dollar. Im gleichen Jahr verpasste er zudem als Zehnter knapp den Finaltisch beim Main Event der erstmals ausgetragenen World Series of Poker Europe in London. Bei der WSOP Europe 2010 in London gewann er sein erstes Bracelet. Er setzte sich bei einem Heads-Up-Event im entscheidenden dritten Heads-Up-Match mit 4♦ 4♥ gegen James Collopys K♠ 4♠ durch. Der erste Platz brachte Hansen eine Siegprämie von knapp 290.000 Pfund ein. Ende Januar 2007 gewann er das Main Event der Aussie Millions Poker Championship in Melbourne mit einem Buy-in von 10.000 Australischen Dollar. Mit ihm am Finaltisch saßen unter anderem zwei Deutsche und der Ire Andy Black. Für den Sieg erhielt Hansen 1,5 Millionen Australische Dollar. Während des Turniers dokumentierte er sein Spiel mit einem Diktiergerät. Somit konnte er anschließend sein Buch Every hand revealed veröffentlichen, das einen Großteil der Abläufe einzelner Hände detailliert schildert. Nach dem EPT-Main-Event im März 2014 in Wien erzielte Hansen jahrelang keine weiteren Geldplatzierungen. Im Rahmen der 50. Austragung der World Series of Poker wurde Hansen im Juni 2019 als einer der 50 besten Spieler der Pokergeschichte genannt. Im Monat darauf erzielte er beim WSOP-Main-Event wieder eine Geldplatzierung.
In der Cash-Game-Pokersendung High Stakes Poker des Senders GSN gewann er mit 575.700 US-Dollar den bis dahin drittgrößten Pot in der Geschichte der Show, als er sich mit 5♣ 5♦ auf einem Board von 9♣ 6♦ 5♥ 5♠ 8♠ gegen Daniel Negreanus 6♠ 6♥ durchsetzte. Am 2. Januar 2007 trat Hansen in der amerikanischen Show Poker After Dark des Senders NBC auf.

### Preisgeldübersicht
Mit erspielten Preisgeldern von über 10 Millionen US-Dollar ist Hansen nach Henrik Hecklen und Peter Eastgate der dritterfolgreichste dänische Pokerspieler.
| Jahr      | Preisgeld (in $) | Turniersiege |
| --------- | ---------------- | ------------ |
| 2002      | 556.460          | 1            |
| 2003      | 843.916          | 2            |
| 2004      | 470.780          | 1            |
| 2005      | 1.469.395        | 1            |
| 2006      | 245.275          | 5            |
| 2007      | 1.750.099        | 2            |
| 2008      | 1.961.633        | 0            |
| 2009      | 223.895          | 2            |
| 2010      | 1.581.073        | 3            |
| 2011      | 283.966          | 0            |
| 2012      | 823.579          | 0            |
| 2013      | 30.605           | 1            |
| 2014      | 17.376           | 0            |
| 2015–2018 | 0                | 0            |
| 2019      | 20.200           | 0            |
| gesamt    | 10.278.252       | 18           |